# Burżuazja

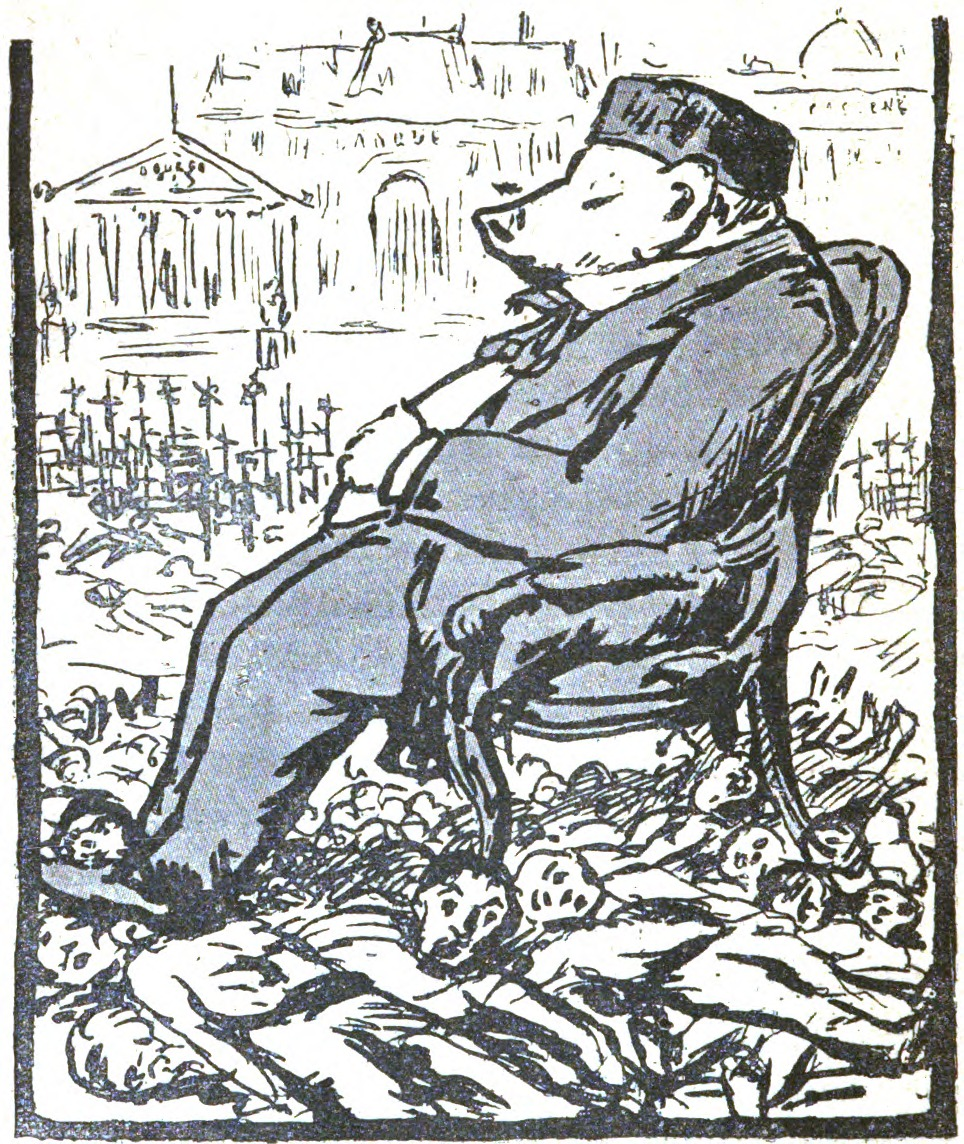
Burżuazja, rysunek satyryczny Émile'a Pougeta z czasopisma Le Père peinard, 1894 r.

Burżuazja (z fr. bourgeoisie „mieszczaństwo”) – pierwotnie synonim mieszczaństwa, następnie ogółu przedsiębiorców i osób zamożnych. Od końca XV wieku jest to określenie górnych, zamożnych warstw mieszczaństwa, odróżniających się od szlachty, a także ludu żyjącego z pracy swoich rąk. Obecnie oznacza ogół ludzi posiadających kapitały i odpowiednio wysoką pozycję społeczną.
Burżuazji przypisuje się swoisty styl życia: model rodziny, upodobania, hierarchię wartości, mentalność itp. W niektórych krajach do burżuazji zalicza się także przedstawicieli wolnych zawodów, choć w Polsce są oni określani częściej jako inteligencja.
Zamożne mieszczaństwo było główną siłą społeczną wspierającą obalenie przywilejów feudalnych, co doprowadziło do zrównania w prawach i podporządkowania polityki państwa (zwłaszcza podatkowej i zagranicznej) interesom burżuazji, czyli warstwy przedsiębiorców. We Francji podczas Wielkiej Rewolucji Francuskiej burżuazja obaliła władzę opartego na szlachcie dworu i utworzyła demokratyczną republikę. W Wielkiej Brytanii i Niemczech proces ten zachodził ewolucyjnie i burżuazja stopniowo wchłaniała dawną arystokrację, tworząc nową elitę. Ten proces przyspieszyło narastanie konfliktów między burżuazją a poprzednio pozbawionym znaczenia plebsem, z którego formowała się klasa robotnicza. 
W sensie nadanym przez Karola Marksa burżuazja to ukształtowana w okresie formowania się kapitalizmu klasa właścicieli podstawowych środków produkcji. Teoria klas Karola Marksa ujawniła rolę burżuazji w społeczeństwie, a jednocześnie podała w wątpliwość jej użyteczność w postulowanym komunistycznym społeczeństwie przyszłości, w którym robotnicy sami będą zarządzać produkcją i korzystać z jej owoców. Marks opisał burżuazję jako klasę wyzyskującą, wskazał na jej klasowy egoizm czy ciasnotę poglądów. Wewnątrz tej klasy marksiści rozróżniają niezatrudniające pracy najemnej drobnomieszczaństwo, średnią i bogatą burżuazję. Burżuazja drobna (drobnomieszczańska) obejmuje właścicieli drobnych warsztatów, rzemieślników, kupców, wolne zawody, znaczną część inteligencji. Częściowo do burżuazji marksiści zaliczają także posiadających oddzielne gospodarstwa chłopów, zwłaszcza bogatych (w Rosji określanych jako kułacy).